# يفغيني فيكتوروفيتش فوتشيتيتش
يفغيني فيكتوروفيتش فوتشيتيتش (28 ديسمبر 1908 - 12 أبريل 1974) (بالروسية: Евгений Викторович Вучетич) هو نحات سوفيتي شهير من أصول صربية.
يعتبر تمثال الوطن الأم ينادي من بين أهم أعماله.

## مسيرته
وُلد فوتشيتيتش في يكاترينوسلاف، بالإمبراطورية الروسية (الآن دنيبرو بأوكرانيا)، من أب من أصول صربية ، و أم من أصل روسي وفرنسي.
كان ممثلاً بارزًا عن أسلوب الواقعية الاشتراكية
واحدة من حفيداته هي الصحفية والسياسية الإسرائيلية كسينيا سفيتلوفا.

## جوائز
- جائزة لينين في عام 1970
- جائزة ستالين (1946، 1947، 1948، 1949، 1950)
- وسام لينين (مرتين)
- وسام الحرب الوطنية (الدرجة الثانية)
- بطل العمل الاشتراكي (1967)
- فنان الشعب في الاتحاد السوفيتي (1959)

## صور

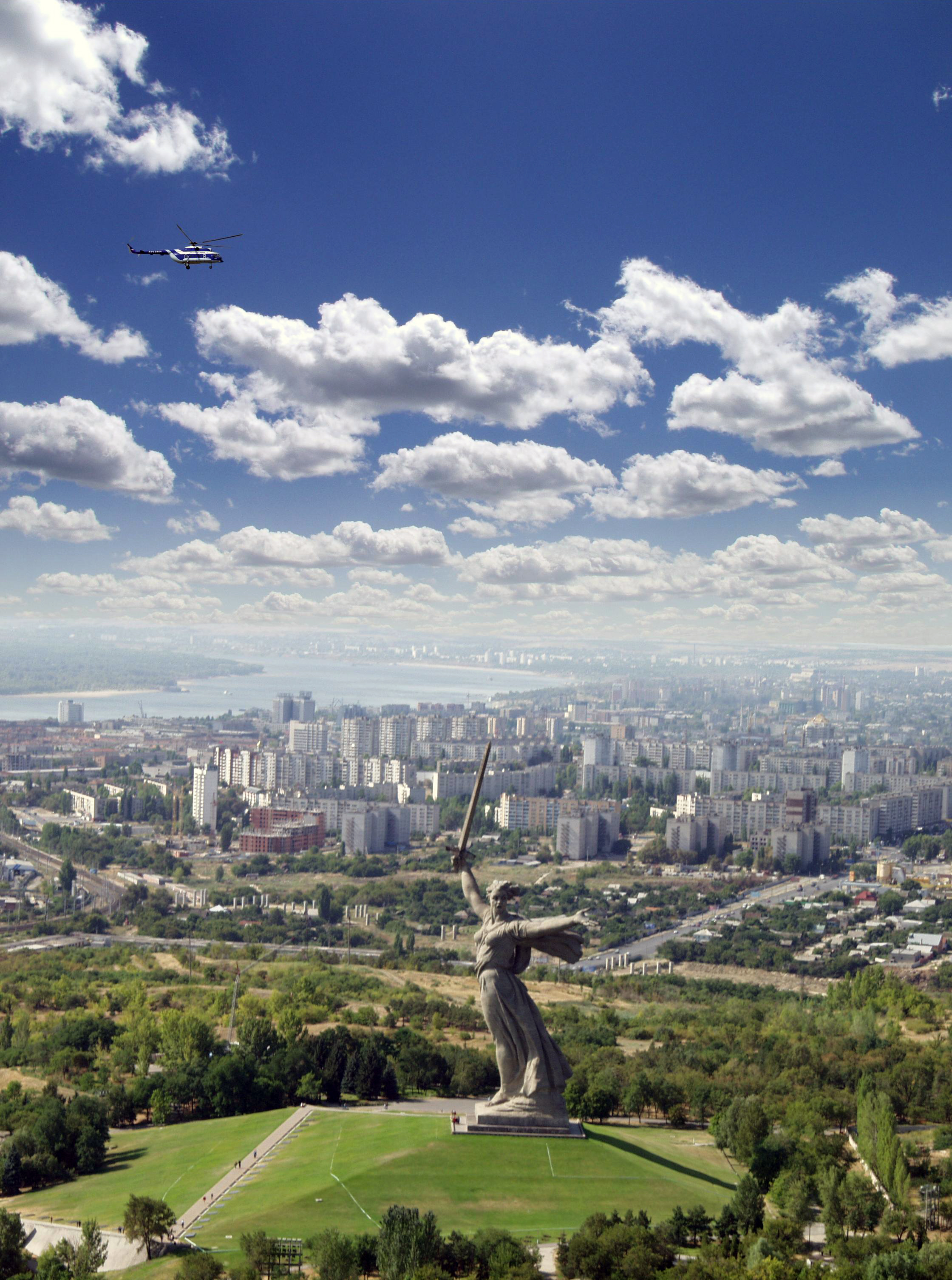
تمثال الوطن الأم ينادي
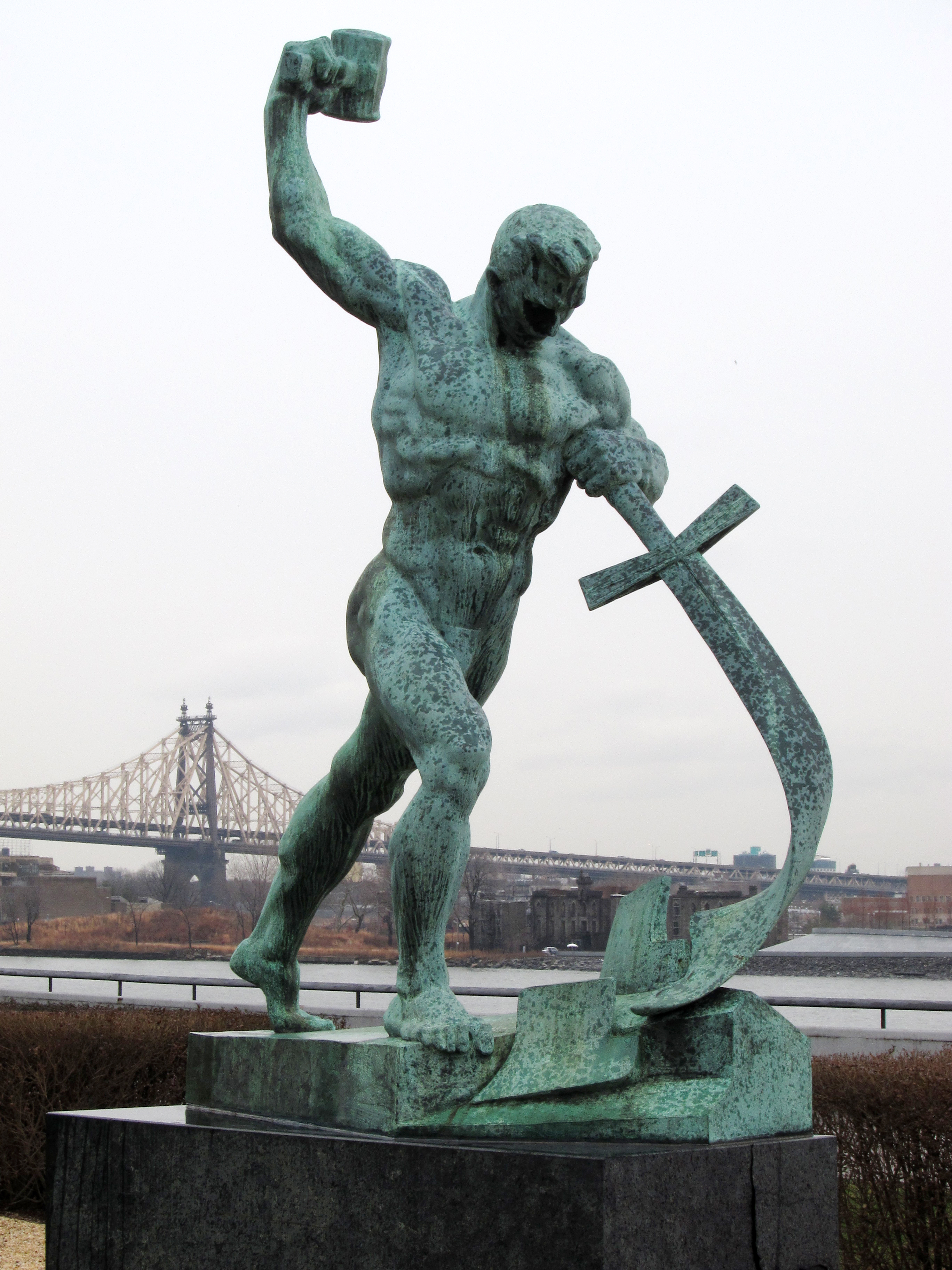
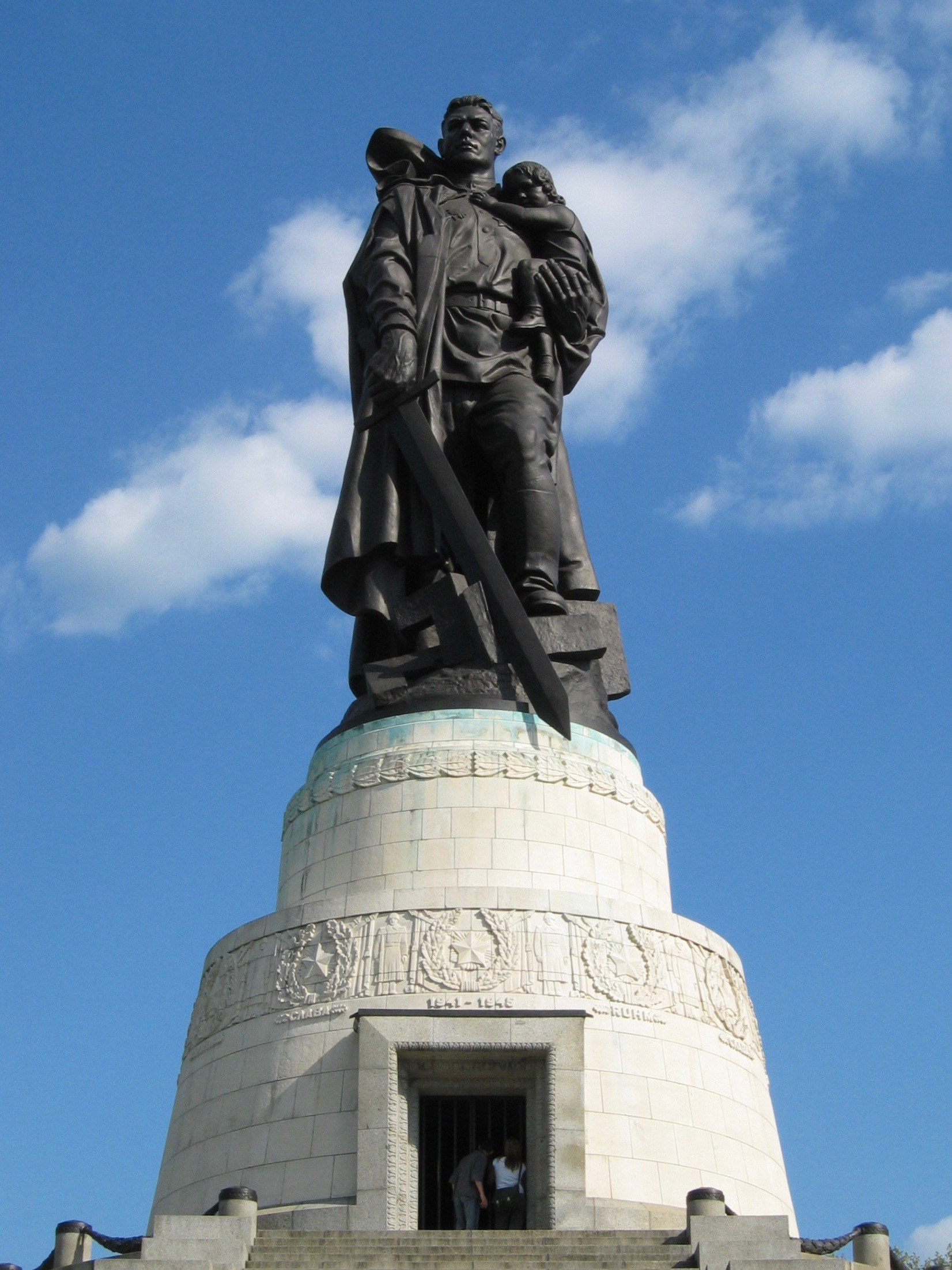
النصب التذكاري للحرب السوفيتية في Treptower Park